# Comuna Copăcel, Bihor
Copăcel este o comună în județul Bihor, Crișana, România, formată din satele Bucuroaia, Chijic, Copăcel (reședința), Poiana Tășad, Sărand și Surduc. Comuna Copăcel cuprinde 6 sate.

## Demografie
Componența etnică a comunei Copăcel
     Români (82,87%)
     Romi (6,49%)
     Alte etnii (0,25%)
     Necunoscută (10,39%)
Componența confesională a comunei Copăcel
     Ortodocși (76,72%)
     Penticostali (11,04%)
     Alte religii (1,8%)
     Necunoscută (10,44%)
Conform recensământului efectuat în 2021, populația comunei Copăcel se ridică la 2.002 locuitori, în scădere față de recensământul anterior din 2011, când fuseseră înregistrați 2.297 de locuitori. Majoritatea locuitorilor sunt români (82,87%), cu o minoritate de romi (6,49%), iar pentru 10,39% nu se cunoaște apartenența etnică. Din punct de vedere confesional, majoritatea locuitorilor sunt ortodocși (76,72%), cu o minoritate de penticostali (11,04%), iar pentru 10,44% nu se cunoaște apartenența confesională.

## Politică și administrație
Comuna Copăcel este administrată de un primar și un consiliu local compus din 11 consilieri. Primarul, Silviu-Ioan Petrița[*], de la Partidul Social Democrat, este în funcție din octombrie 2020. Începând cu alegerile locale din 2024, consiliul local are următoarea componență pe partide politice:
|  | Partid                     | Consilieri | Componența Consiliului | Componența Consiliului | Componența Consiliului | Componența Consiliului | Componența Consiliului | Componența Consiliului | Componența Consiliului |
|  | -------------------------- | ---------- | ---------------------- | ---------------------- | ---------------------- | ---------------------- | ---------------------- | ---------------------- | ---------------------- |
|  | Partidul Social Democrat   | 7          |                        |                        |                        |                        |                        |                        |                        |
|  | Partidul Național Liberal  | 2          |                        |                        |                        |                        |                        |                        |                        |
|  | Partidul Mișcarea Populară | 1          |                        |                        |                        |                        |                        |                        |                        |
|  | Partidul Puterii Umaniste  | 1          |                        |                        |                        |                        |                        |                        |                        |

## Vezi și
- Biserica de lemn din Bucuroaia
- Biserica de lemn din Surduc, Bihor
- Tășad (sit de importanță comunitară inclus în rețeaua europeană Natura 2000 în România).